# Sami Lopakka
Sami Lopakka (Muhos, 17 de janeiro de 1975) é um guitarrista, tecladista, palestrante e escritor finlandês. Lopakka foi um dos dois guitarristas da banda de Death Metal/Gothic Metal Sentenced, desde sua formação, em 1989, até sua dissolução, em 2005. Ele foi o principal letrista da banda, sendo também considerado seu porta-voz.
Desde 2007, ele é o principal guitarrista da banda de Doom Metal KYPCK, banda finlandesa que, curiosamente, tem suas músicas cantadas em russo, além de prestar diferentes homenagens à Rússia. Nesta banda, Lopakka passou a fazer uso de uma guitarra em forma de fuzil AK-47, instrumento este chamado de escopetarra.
Como escritor, Lopakka foi o criador de uma novela chamada Marras, que foi publicada em 2014. Uma curta história criada por Lopakka, chamada Uudet lasit, foi publicada na revista literária britânica Granta, no mesmo ano.